# Celtic Thunder: Christmas
Christmas es el quinto álbum de estudio del conjunto musical irlandés Celtic Thunder lanzado oficialmente el 12 de octubre de 2010 por Decca Records.
Los vocalistas en esta quinta producción oficial de estudio son George Donaldson, Ryan Kelly, Damian McGinty, Keith Harkin, Paul Byrom y Neil Byrne. La edición de 2015 cuenta además con Emmet O'Hanlon.

## Lista de temas

### Edición de 2010[1]
| Christmas |                                                                                         |                                                      |          |  |
| N.º       | Título                                                                                  | Intérprete(s)                                        | Duración |  |
| 1.        | «It's Beginning to Look a Lot Like Christmas»                                           | Neil Byrne                                           | 2:27     |  |
| 2.        | «Winter Wonderland»                                                                     | Damian McGinty                                       | 2:11     |  |
| 3.        | «Let It Snow, Let It Snow, Let It Snow»                                                 | Ryan Kelly                                           | 2:35     |  |
| 4.        | «Last Christmas»                                                                        | Keith Harkin                                         | 3:27     |  |
| 5.        | «Silent Night»                                                                          | Donaldson / Kelly / McGinty / Harkin / Byrom / Byrne | 3:44     |  |
| 6.        | «Going Home for Christmas»                                                              | George Donaldson                                     | 3:08     |  |
| 7.        | «When You Wish Upon a Star»                                                             | Neil Byrne                                           | 3:42     |  |
| 8.        | «Our First Christmas Together»                                                          | Damian McGinty                                       | 2:24     |  |
| 9.        | «Christmas 1915»                                                                        | Donaldson / Kelly / McGinty / Harkin / Byrom         | 3:46     |  |
| 10.       | «Baby, It's Cold Outside»                                                               | Ryan Kelly                                           | 3:35     |  |
| 11.       | «Ave Maria»                                                                             | Paul Byrom                                           | 4:42     |  |
| 12.       | «All I Want For Chrisrmas Is You»                                                       | Keith Harkin                                         | 3:30     |  |
| 13.       | «I Wish It Could Be Christmas Everyday»                                                 | George Donaldson                                     | 3:18     |  |
| 14.       | «Christmas Medley • The Most Wonderful Time of the Year •We Wish You a Merry Christmas» | Donaldson / Kelly / McGinty / Harkin / Byrom / Byrne | 3:35     |  |
| 46:04     |                                                                                         |                                                      |          |  |

#### Edición Exclusiva QVC
| Christmas |                              |               |          |  |
| N.º       | Título                       | Intérprete(s) | Duración |  |
| 15.       | «Christmas Morning, Donegal» | Paul Byrom    | 3:56     |  |
| 50:00     |                              |               |          |  |

### Edición de 2015
La reedición de 2015 cuenta con algunas versiones nuevas de temas del lanzamiento original grabadas por los nuevos integrantes de la época (2015), así mismo se han eliminado algunos temas.
| Christmas |                                                                                         |                                                      |          |  |
| N.º       | Título                                                                                  | Intérprete(s)                                        | Duración |  |
| 1.        | «Silent Night»                                                                          | Donaldson / Kelly / McGinty / Harkin / Byrom / Byrne | 3:45     |  |
| 2.        | «Winter Wonderland»                                                                     | Damian McGinty                                       | 2:12     |  |
| 3.        | «Ave Maria (2015 Version)»                                                              | Emmet O'Hanlon                                       | 4:44     |  |
| 4.        | «Let It Snow, Let It Snow, Let It Snow»                                                 | Ryan Kelly                                           | 2:36     |  |
| 5.        | «Amazing Grace»                                                                         | Donaldson / Kelly / McGinty / Harkin / Byrom / Byrne | 3:59     |  |
| 6.        | «Going Home for Christmas»                                                              | George Donaldson                                     | 3:08     |  |
| 7.        | «Christmas Morning, Donegal»                                                            | Paul Byrom                                           | 3:56     |  |
| 8.        | «Last Christmas»                                                                        | Keith Harkin                                         | 3:28     |  |
| 9.        | «It’s Beginning to Look a Lot Like Christmas»                                           | Neil Byrne                                           | 2:27     |  |
| 10.       | «Baby, It’s Cold Outside»                                                               | Ryan Kelly                                           | 3:35     |  |
| 11.       | «O Holy Night (2015 Version)»                                                           | Emmet O'Hanlon                                       | 4:44     |  |
| 12.       | «All I Want For Chrisrmas Is You»                                                       | Keith Harkin                                         | 3:30     |  |
| 13.       | «Christmas 1915»                                                                        | Donaldson / Kelly / McGinty / Harkin / Byrom         | 3:46     |  |
| 14.       | «I Wish It Could Be Christmas Everyday»                                                 | George Donaldson                                     | 3:18     |  |
| 15.       | «Christmas Medley • The Most Wonderful Time of the Year •We Wish You a Merry Christmas» | Donaldson / Kelly / McGinty / Harkin / Byrom / Byrne | 3:35     |  |
| 52:43     |                                                                                         |                                                      |          |  |